# Phyllanthus ridleyanus
Phyllanthus ridleyanus là một loài thực vật có hoa trong họ Diệp hạ châu. Loài này được Airy Shaw miêu tả khoa học đầu tiên năm 1972.